# Polgári Radikális Párt
Az (Országos) Polgári Radikális Párt egy rövid életű polgári radikális (liberális) politikai párt volt Magyarországon 1914 és 1919 között, amit főként radikális szabadkőművesek alapítottak Jászi Oszkár vezetésével. Ez a lépés nagy vitákat és küzdelmeket indított el a szabadkőműves páholyokban.

## Története
A párt ideológiai alapját Jászi Oszkár fektette le a Huszadik Század című folyóirat 1907. januári számának élére írt, Az új Magyarország felé című cikkében. Ebben egy olyan radikális függetlenségi politikát körvonalazott, amely megteremti a (Monarchiával szembeni) gazdasági önállóságot, az önkormányzatokat, a közoktatási reformot, az egyházi birtokok szekularizációját, a teljes gondolat-, sajtó-, gyülekezési és sztrájkszabadságot, továbbá szakít a kisebbségek magyarosításával és azon lesz, hogy lehetetlenné tegyen minden nacionalista izgatást. Ezt a radikálisan liberális irányvonalat, mivel Jászi emellett a polgárság megszervezésének szükségessége mellett is sokszor érvelt, rövid idő alatt polgári radikalizmusnak keresztelték el.

A szabadkőművesség jelképe: a kőműves derékszög (szögmérő) szárai felé helyezett körző. Benne a G betű a nagy geométert, a világegyetem építőjét jelenti, a felsőbb lényt, a felsőbb értelmet.

1913-ra a különböző irányzatú szabadkőműves páholyok közötti egyik vitatémája lett, hogy alapíthatnak-e szabadkőművesek pártot. Jászi, okulva az elmúlt évek adta tanulságokból, elkülönítette a párt ügyét az egész szabadkőművességtől. A Martinovics páholybeli műhelymegbeszélések alapján alapították meg 1914. június 6-án az Országos Polgári Radikális Pártot Nagyváradon, amely programjában a kikövetelendő szabadságjogok közül első helyre az általános és titkos választójogot tette. Mivel a pártot jórészt radikális politikusok - sok közülük szabadkőműves  - alapították, sok párt és a közvélemény egy része is erős ellenszenvvel fogadta őket. Hívei főként az ún. "szociológusok", a Huszadik Század körül csoportosuló haladó értelmiségiek és közönségük volt.
A PRP leginkább a liberális értelmiségieket fogta össze, egyúttal pedig éles különbséget teremtett az értelmiségi elitben korábban összefonódni látszó (liberális) polgári radikalizmus és a szocializmus között; utóbbitól élesen elhatárolódtak. A párt vezetésében foglalt helyet például Ady Endre, vagy Polányi Károly is. A párt az első világháború kitörése miatt egyetlen választáson sem vett részt (mivel a hadiállapot miatt mindet elhalasztották), így a parlamentbe sem juthatott be, különösebb politikai tevékenységet sem nagyon fejtett ki egészen 1918-ig. A párt a Tisza István háborús vereséget beismerő nyilatkozata hatására alakult Magyar Nemzeti Tanács egyik alapító tagja lett, ami alig egy héttel később, október 31-én az őszirózsás forradalom győzelmével utat nyitott számukra a hatalomba is.
A miniszterelnökké kinevezett Károlyi Mihály meghívta őket a kormányába is, amiben alakuláskor három (igaz ebből kettő tárca nélküli) bársonyszéket kaptak; Jászi Oszkár lett a nemzetiségi ügyekkel foglalkozó tárca nélküli miniszter, Nagy Ferenc a tárca nélküli közélelmezésügyi miniszter, míg Berinkey Dénes az igazságügy-miniszter. Nem sokkal később Szende Pál lett a negyedik polgári radikális miniszter, aki a hadügyi tárcát vette át az azt kormánya alakítása óta ideiglenes jelleggel vezető Károlyitól. A Magyar Nemzeti Tanács a forradalom győzelme óta a rengeteg lemondás és távolmaradás miatt működésképtelenné lett Országgyűlés szerepét is átvette, amivel a párt kvázi a törvényhozásba is „bejutott”.
A párt történelme csúcspontját 1919. január 19-én érte el, mikor a köztársasági elnökké megválasztott Károlyi Mihály (és kormánya) lemondása hivatalosan is érvénybe lépett és Berinkey Dénes alakíthatta meg kormányát. A Berinkey-kormány alig két hónapig lehetett hatalmon, március 21-én a Vix-jegyzék hatására lemondott (mintsem elfogadja azt). A kommunisták ekkor váratlan, puccsszerű művelettel magukhoz ragadták a hatalmat és kikiáltották a polgári demokratikus forradalom bukását jelentő Magyarországi Tanácsköztársaságot, aminek hatására a rákövetkező napokban az antikommunista Jászi vezette Polgári Radikális Párt feloszlatta magát.
Újjá ugyan sohasem alakult, de kísérlet volt rá (mármint az egykori PRP körül kialakult értelmiségi körök összefogására) a második világháború végén. Még a nyilas uralom alatt, 1944-ben Csécsy Imre megalapította a Magyar Radikális Pártot (MRP), amit a Polgári Radikális Párt folytatásaként definiált még azután is, hogy Jászi (akinek titkára és barátja is volt) egyértelműen elutasította és helytelenítette azt. Az MRP 1945-től 1949-es de facto megszűnéséig vett részt a politikai életben, de érdemi szerephez nem jutott sosem.